# ロバート・トペル
ロバート・ハリー・トペル（Robert Harry Topel、1952年 - ）は、アメリカ合衆国の経済学者、教授。専門は労働経済学、産業組織論、医療経済学。

## 略歴
トペルはカリフォルニア大学サンタバーバラ校で学び、1974年に文学士（B.A.）を取得した。その後、カリフォルニア大学ロサンゼルス校（UCLA）に進学し、1978年にPhilosophy候補生（C.Phil.）、1980年12月に経済学の博士号（Ph.D.）を取得した。
1980年よりシカゴ大学で助教授（Assistant Professor）として教鞭をとり、1983年には准教授（Associate Professor）に昇進した。1985年にはUCLAに戻り、翌1986年に正教授（Professor）となったが、同年中に再びシカゴ大学に移り、以降同大学で研究と教育に従事している。

## 研究
トペルの研究分野は、主に医療経済学、労働経済学、産業組織論であり、特に福祉国家に関する経済的課題に取り組んでいる。また、ケビン・M・マーフィーとの共同研究により、健康状態や個人の寿命の改善に関する経済的評価のための枠組みを提案し、2007年にArrow賞を受賞した。

## 編集活動
トペルは、1993年から2003年まで『Journal of Political Economy』の編集長を務めたほか、1991年から1993年までは『American Economic Review』の編集委員会に所属していた。1983年には『Journal of Labor Economics』の創刊編集長も務めた。